# 소에다정
소에다정(일본어: 添田町 소에다마치[*])은 일본 후쿠오카현 중앙부에 있는 다가와군의 정이다.

## 지리
후쿠오카현 지쿠호 지방의 남동부, 다가와군 남부에 위치하고 히코산 등의 산들이 늘어서는 쓰쿠시 산지를 통해 오이타현과 인접한다. 이마가와강의 상류에는 아부라기댐이 있고 정역의 상당수는 산간부이다. 산간부에 위치하기 때문에 기온의 한난 변동이 크고 겨울철은 최저 기온이 영하까지 내려가기도 해 눈이 내리면 쌓이는 경우도 적지 않다. 특히 히코산 주변은 다량의 적설이 일어나기 때문에 산간부의 국도 500호선은 적설, 노면 동결 등으로 통행규제나 통행금지가 되는 경우가 있다. 경제적으로는 기타큐슈 도시권(간몬 도시권)에 속한다.

### 인접한 자치체
- 후쿠오카현
  - 가마시
  - 다가와군 아카촌·오토정·가와사키정
  - 아사쿠라군 도호촌
  - 미야코군 미야코정

- 오이타현
  - 나카쓰시
  - 히타시

## 역사
일찍이 지쿠호 탄전의 탄광이 존재했지만 에너지 혁명에 의한 석탄 수요 감소로 모두 폐광했다. 1960년대에는 25,000명 정도 있던 인구는 반 넘게 줄어들어 2006년 기준으로 11,000명 정도이다.
- 1889년 4월 1일 - 정촌제 시행으로 소에다촌이 성립하였다.
- 1907년 1월 1일 - 다가와군 주겐지촌을 편입하였다.
- 1911년 4월 1일 - 정으로 승격하였다.
- 1942년 2월 11일 - 다가와군 히코산촌을 편입하였다.
- 1955년 1월 1일 - 다가와군 쓰노촌과 대등 합병해 새로운 소에다정이 성립하였다.

## 교통

### 철도
- 규슈 여객철도 히타히코산선

### 도로
- 국도 500호선